# Mexicaanse hockeyploeg (mannen)
De Mexicaanse hockeyploeg voor mannen is de nationale ploeg die Mexico vertegenwoordigt tijdens interlands in het hockey.
Het team kon zich tweemaal kwalificeren voor de Olympische Spelen: zowel op de Spelen in Mexico-Stad in 1968 als vier jaar later in München eindigden ze op de zestiende en tevens laatste plaats.

## Erelijst Mexicaanse hockeyploeg
| Jaar | Champions Trophy | Pan-Amerikaans kampioenschap | Olympische Spelen       | Wereldkampioenschap | Hockey World League Hockey Pro League |
| ---- | ---------------- | ---------------------------- | ----------------------- | ------------------- | ------------------------------------- |
| 1908 |                  |                              | geen deelname           |                     |                                       |
| 1920 |                  |                              | geen deelname           |                     |                                       |
| 1928 |                  |                              | geen deelname           |                     |                                       |
| 1932 |                  |                              | geen deelname           |                     |                                       |
| 1936 |                  |                              | geen deelname           |                     |                                       |
| 1948 |                  |                              | geen deelname           |                     |                                       |
| 1952 |                  |                              | geen deelname           |                     |                                       |
| 1956 |                  |                              | geen deelname           |                     |                                       |
| 1960 |                  |                              | geen deelname           |                     |                                       |
| 1964 |                  |                              | geen deelname           |                     |                                       |
| 1968 |                  |                              | 16e OS 1968 Mexico-Stad |                     |                                       |
| 1970 |                  |                              |                         |                     |                                       |
| 1971 |                  |                              |                         | geen deelname       |                                       |
| 1972 |                  |                              | 16e OS 1972 München     |                     |                                       |
| 1973 |                  |                              |                         | geen deelname       |                                       |
| 1974 |                  |                              |                         |                     |                                       |
| 1975 |                  |                              |                         | geen deelname       |                                       |
| 1976 |                  |                              | geen deelname           |                     |                                       |
| 1978 | geen deelname    |                              |                         | geen deelname       |                                       |
| 1980 | geen deelname    |                              | geen deelname           |                     |                                       |
| 1981 | geen deelname    |                              |                         |                     |                                       |
| 1982 | geen deelname    |                              |                         | geen deelname       |                                       |
| 1983 | geen deelname    |                              |                         |                     |                                       |
| 1984 | geen deelname    |                              | geen deelname           |                     |                                       |
| 1985 | geen deelname    |                              |                         |                     |                                       |
| 1986 | geen deelname    |                              |                         | geen deelname       |                                       |
| 1987 | geen deelname    |                              |                         |                     |                                       |
| 1988 | geen deelname    |                              | geen deelname           |                     |                                       |
| 1989 | geen deelname    |                              |                         |                     |                                       |
| 1990 | geen deelname    |                              |                         | geen deelname       |                                       |
| 1991 | geen deelname    |                              |                         |                     |                                       |
| 1992 | geen deelname    |                              | geen deelname           |                     |                                       |
| 1993 | geen deelname    |                              |                         |                     |                                       |
| 1994 | geen deelname    |                              |                         | geen deelname       |                                       |
| 1995 | geen deelname    |                              |                         |                     |                                       |
| 1996 | geen deelname    |                              | geen deelname           |                     |                                       |
| 1997 | geen deelname    |                              |                         |                     |                                       |
| 1998 | geen deelname    |                              |                         | geen deelname       |                                       |
| 1999 | geen deelname    |                              |                         |                     |                                       |
| 2000 | geen deelname    | 7e PA 2000 Havana            | geen deelname           |                     |                                       |
| 2001 | geen deelname    |                              |                         |                     |                                       |
| 2002 | geen deelname    |                              |                         | geen deelname       |                                       |
| 2003 | geen deelname    |                              |                         |                     |                                       |
| 2004 | geen deelname    | 6e PA 2004 London            | geen deelname           |                     |                                       |
| 2005 | geen deelname    |                              |                         |                     |                                       |
| 2006 | geen deelname    |                              |                         | geen deelname       |                                       |
| 2007 | geen deelname    |                              |                         |                     |                                       |
| 2008 | geen deelname    |                              | geen deelname           |                     |                                       |
| 2009 | geen deelname    | geen deelname                |                         |                     |                                       |
| 2010 | geen deelname    |                              |                         | geen deelname       |                                       |
| 2011 | geen deelname    |                              |                         |                     |                                       |
| 2012 | geen deelname    |                              | geen deelname           |                     |                                       |
| 2013 |                  | 6e PA 2013 Brampton          |                         |                     | eerste ronde HWL 2012-13              |
| 2014 | geen deelname    |                              |                         | geen deelname       |                                       |
| 2015 |                  |                              |                         |                     | 35e HWL 2014-15                       |
| 2016 | geen deelname    |                              | geen deelname           |                     |                                       |
| 2017 |                  | 7e PA 2017 Lancaster         |                         |                     | eerste ronde HWL 2016-17              |
| 2018 | geen deelname    |                              |                         | geen deelname       |                                       |
| 2019 |                  |                              |                         |                     | geen deelname                         |
| 2021 |                  |                              | geen deelname           |                     | geen deelname                         |
| 2022 |                  | 5e PA 2022 Santiago          |                         |                     | geen deelname                         |
| 2023 |                  |                              |                         | geen deelname       | geen deelname                         |
| 2024 |                  |                              | geen deelname           |                     | geen deelname                         |